# باول بوغارت
باول بوغارت (بالإنجليزية: Paul Bogart)‏ هو كاتب سيناريو ومنتج أفلام ومخرج أمريكي، ولد في 21 نوفمبر 1919 في هارلم في الولايات المتحدة، وتوفي في 15 أبريل 2012 في تشابل هيل في الولايات المتحدة.

## وصلات خارجية
- باول بوغارت على موقع IMDb (الإنجليزية)
- باول بوغارت على موقع ألو سيني (الفرنسية)
- باول بوغارت على موقع تيرنر كلاسيك موفيز (الإنجليزية)
- باول بوغارت على موقع أول موفي (الإنجليزية)
- باول بوغارت على موقع قاعدة بيانات الأفلام السويدية (السويدية)
- باول بوغارت على موقع إن إن دي بي (الإنجليزية)
- باول بوغارت على موقع قاعدة بيانات الفيلم (الإنجليزية)
- باول بوغارت على موقع كينوبويسك (الروسية)